# Giải bóng rổ chuyên nghiệp Việt Nam
Giải bóng rổ chuyên nghiệp Việt Nam (tiếng Anh: Vietnam Pro Basketball League, viết tắt: VBA) là giải đấu bóng rổ chuyên nghiệp nam của Việt Nam được thành lập năm 2016.

## Các đội bóng
VBA bắt đầu mùa giải đầu tiên với 5 đội: Saigon Heat, Ho Chi Minh City Wings, Hanoi Buffaloes, Danang Dragons và Cantho Catfish. Sang mùa giải 2017, đội bóng Thang Long Warriors tham dự với tư cách là đội thứ 6. Đến mùa giải 2020, Nha Trang Dolphins là đội bóng thứ 7 tham dự VBA.
VBA mùa giải 2021 có thêm sự góp mặt của đội tuyển bóng rổ quốc gia Việt Nam để chuẩn bị cho Đại hội Thể thao Đông Nam Á 2021.
Trước thềm mùa giải 2024, VBA và đội Thang Long Warriors ra thông báo đội sẽ tạm dừng hoạt động tại hệ thống các Giải đấu VBA.
Tại mùa giải VBA 2025, giải đấu có thêm sự góp mặt của V Islanders, đội bóng khách mời quốc tế đến từ Philippines. Đội hình của V Islanders gồm các cầu thủ Philippines kết hợp cùng 2 ngoại binh.
| Đội                    | Thành phố                            | Địa điểm thi đấu                  | Thành lập            | Gia nhập | HLV trưởng      |
| ---------------------- | ------------------------------------ | --------------------------------- | -------------------- | -------- | --------------- |
| Cantho Catfish         | Quận Tân Bình, Thành phố Hồ Chí Minh | Nhà thi đấu Tân Bình              | 2016                 | 2016     | Phan Thanh Cảnh |
| Danang Dragons         | Quận Hải Châu, Đà Nẵng               | Nhà thi đấu Quân khu 5            | 2016                 | 2016     | Hoàng Thế Vinh  |
| Hanoi Buffaloes        | Quận Tây Hồ, Hà Nội                  | Nhà thi đấu Tây Hồ                | 2016                 | 2016     | Matt Van Pelt   |
| Ho Chi Minh City Wings | Quận 3, Thành phố Hồ Chí Minh        | Nhà thi đấu Hồ Xuân Hương         | 2016                 | 2016     | Argel Mendoza   |
| Nha Trang Dolphins     | Nha Trang, Khánh Hòa                 | Nhà thi đấu tỉnh Khánh Hòa        | 2020                 | 2020     | Todd Purves     |
| Saigon Heat            | Quận 7, Thành phố Hồ Chí Minh        | Nhà thi đấu Trường Quốc tế Canada | 2011                 | 2016     | David Grice     |
| V Islanders            | Quận Nam Từ Liêm, Hà Nội             | Cung thiếu nhi Hà Nội cơ sở 2     | (không có thông tin) | 2025     | Jose Garcia     |
| Thang Long Warriors    | Hà Nội                               | (tạm thời không tham dự)          | 2017                 | 2017     |                 |

## Tiền mùa giải
Từ mùa giải 2016 đến 2019, VBA tổ chức các trận đấu tiền mùa giải (pre-season) để các đội có cơ hội cọ sát trước mùa giải. Mỗi đội sẽ có 1 trận sân nhà và 1 trận sân khách trong giai đoạn này. Ở mùa giải 2020, do ảnh hưởng của dịch bệnh COVID-19 nên các trận đấu tiền mùa giải đã bị hủy bỏ.
Sang mùa giải 2021, VBA dự kiến tổ chức giải đấu mang tên Cúp VBA Mở rộng (The VBA Tip-Off Cup) thay thế cho các trận đấu tiền mùa giải với sự tham gia của 7 đội bóng VBA và đội bóng thứ 8 mang tên Hoop Dreams. Các đội bóng được bốc thăm chia thành 2 bảng, mỗi bảng thi đấu vòng tròn 1 lượt. Hai đội đứng đầu mỗi bảng sẽ dành quyền vào thi đấu vòng bán kết. Hai đội đứng cuối mỗi bảng sẽ thi đấu vòng xếp hạng 5 đến hạng 8. Tuy nhiên, do ảnh hưởng của dịch COVID-19, giải đấu năm này đã bị hủy bỏ.
Từ mùa giải 2022, VBA không còn tổ chức các trận đấu tiền mùa giải.

## Thể thức thi đấu

### Vòng bảng
Vòng bảng của VBA thường kéo dài trong khoảng 2-3 tháng. Thông thường, các đội sẽ thi đấu theo thể thức sân nhà, sân khách (ngoại trừ mùa giải 2020 thi đấu tập trung do ảnh hưởng của dịch COVID-19). Các đội sẽ thi đấu theo thể thức vòng tròn từ 2-4 lượt tùy từng mùa giải. Tổng cộng mỗi đội sẽ thi đấu 12-20 trận ở vòng bảng.
- Mùa giải 2016 có 5 đội tham dự. Các đội thi đấu vòng tròn 4 lượt. Tổng cộng mỗi đội thi đấu 16 trận. Kết thúc vòng bảng, cả 5 đội tiến vào vòng loại trực tiếp.
- Từ mùa giải 2017 đến mùa giải 2019, VBA có 6 đội tham dự. Các đội thi đấu vòng tròn 3 lượt. Tổng cộng mỗi đội thi đấu 15 trận. Kết thúc vòng bảng, 4 đội dẫn đầu tiến vào vòng loại trực tiếp.
- Mùa giải 2020 và mùa giải 2022, VBA có 7 đội tham dự. Các đội thi đấu vòng tròn 2 lượt. Tổng cộng mỗi đội thi đấu 12 trận. Kết thúc vòng bảng, 4 đội dẫn đầu tiến vào vòng loại trực tiếp.
- Ở mùa giải 2021, VBA có thêm sự góp mặt của Đội tuyển bóng rổ Quốc gia Việt Nam để chuẩn bị cho SEA Games 31, nâng tổng số đội bóng tham dự lên con số 8. Theo dự kiến, các đội bóng thi đấu vòng tròn 2 lượt, mỗi đội thi đấu tổng cộng 14 trận để chọn ra 6 đội đứng đầu tiến vào vòng loại trực tiếp. Tuy nhiên mùa giải 2021 đã bị hủy bỏ do ảnh hưởng của dịch COVID-19.
- Ở mùa giải 2023, vòng bảng VBA được chia thành 2 chặng. Ở chặng 1, các đội thi đấu vòng tròn 1 lượt, tập trung tại Nhà thi đấu Cầu Giấy tại Hà Nội. Sang chặng 2, vòng bảng quay về thể thức sân nhà - sân khách truyền thống. Tổng cộng mỗi đội thi đấu 18 trận và chọn ra 4 đội dẫn đầu tiến vào vòng loại trực tiếp.
- Ở mùa giải 2024, VBA có 6 đội tham dự. Các đội thi đấu vòng tròn 4 lượt. Tổng cộng mỗi đội thi đấu 20 trận. Kết thúc vòng bảng, 4 đội dẫn đầu tiến vào vòng loại trực tiếp.
- Ở mùa giải 2025, so đội bóng tham dự tăng lên con số 7. Các đội thi đấu vòng tròn 3 lượt. Tổng cộng mỗi đội thi đấu 18 trận và 4 đội dẫn đầu sau vòng bảng tiến vào vòng loại trực tiếp.

### Giai đoạn loại trực tiếp

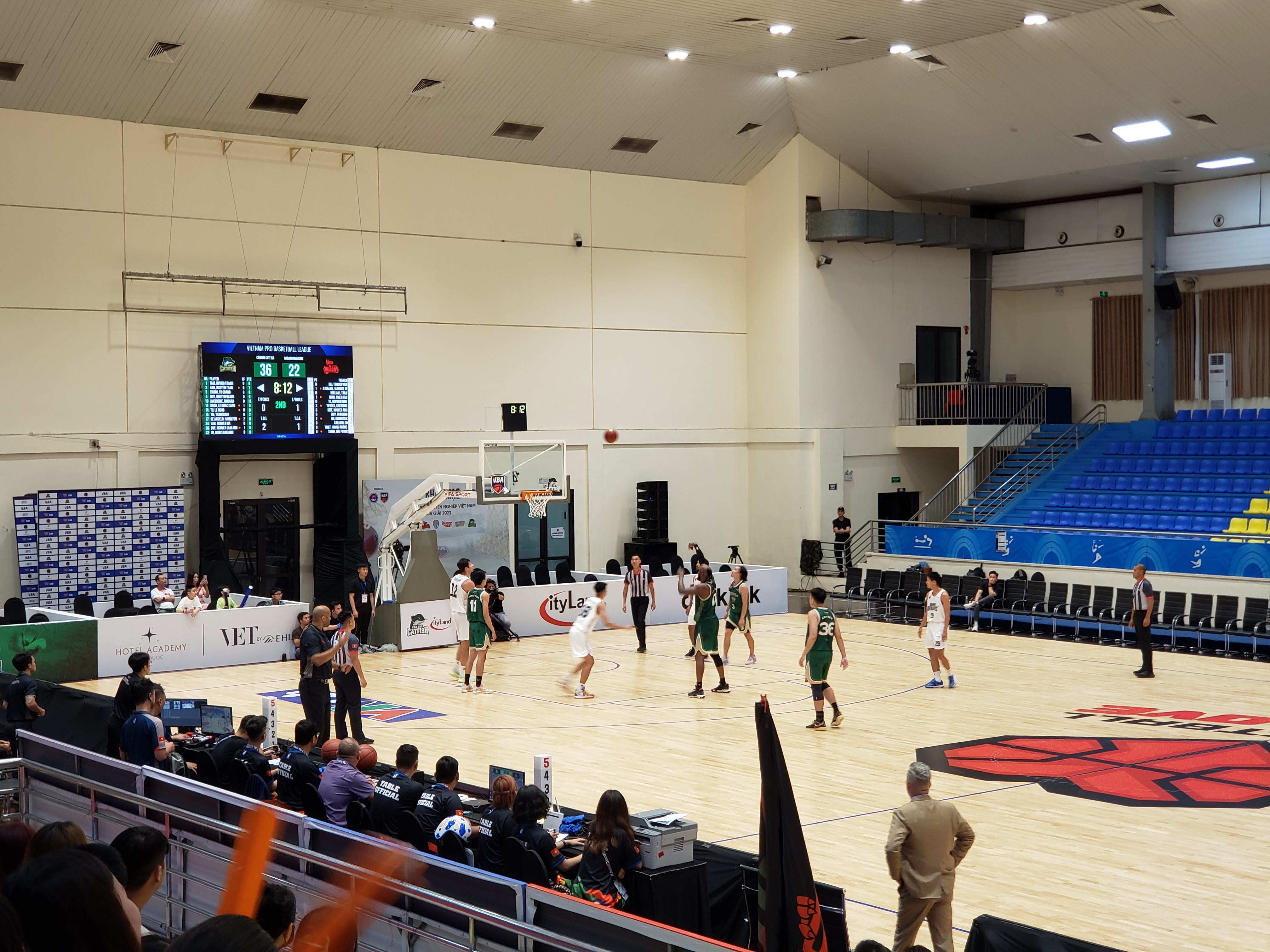
Trận đấu giữa Cantho Catfish với Danang Dragons trong khuôn khổ giải VBA mùa 2023, Cầu Giấy, Hà Nội, 20/6/2023

Sau khi vòng bảng kết thúc, các đội có thành tích tốt nhất sẽ tiến vào giai đoạn loại trực tiếp để tìm ra đội vô địch của mỗi mùa giải. Thể thức thi đấu của giai đoạn loại trực tiếp thay đổi theo từng mùa giải.
- Ở mùa giải 2016, hai đội xếp hạng 4 và 5 sẽ thi đấu một trận wildcard duy nhất để tranh tấm vé vớt tiến vào bán kết. Ở vòng bán kết, đội #1 sẽ gặp đội thắng trận wildcard, trong khi đội #2 gặp đội #3 ở cặp đấu còn lại. Hai đội chiến thắng các cặp đội bán kết sẽ gặp nhau ở trận đấu chung kết để tìm ra đội vô địch. Tất cả các cặp đấu đều diễn ra theo thể thức 3 trận thắng hai 2 (1-1-1), với lợi thế sân nhà thuộc về đội có thành tích vòng bảng tốt hơn.
- Từ mùa giải 2017 đến 2020, 4 đội tiến vào giai đoạn loại trực tiếp chia thành hai cặp đấu bán kết #1-#4 và #2-#3. Các cặp sẽ thi đấu theo thể thức 3 trận thắng 2 để tìm ra hai đội chiến thắng tiến vào chung kết. Trận chung kết thi đấu theo thể thức năm 5 trận thắng 3 (2-2-1) để tìm ra đội vô địch của mùa giải. Lợi thế sân nhà trong các cặp đấu đều thuộc về đội có thành tích vòng bảng tốt hơn.
- Tại mùa giải 2021 bị hủy, giai đoạn loại trực tiếp dự kiến có 6 đội tham gia, trong đó 2 đội đứng đầu bảng xếp hạng tiến thẳng vào vòng bán kết, và 4 đội còn lại chia thành 2 cặp đấu (#3-#6, #4-#5) để tìm ra hai đội còn lại vào bán kết. Hai vòng đấu này đều thi đấu theo thể thức 3 trận thắng 2, còn vòng chung kết thi đấu theo thể thức 5 trận thắng 3.
- Từ mùa giải 2022, thể thức vòng Play-offs quay về giống với giai đoạn 2017-2020. Tuy vậy từ mùa giải 2023, thứ tự thi đấu tại sân nhà của các vòng đấu được thay đổi. Đối với thể thức 3 trận thắng 2 là (1-2) còn thể thức 5 trận thắng 3 là (1-2-2).

## Kết quả
| Mùa  | Vô địch             | Tỉ số           | Tỉ số           | Á quân                 | Hạng ba                | Hạng ba             |
| ---- | ------------------- | --------------- | --------------- | ---------------------- | ---------------------- | ------------------- |
| 2016 | Danang Dragons      | 2               | 0               | Ho Chi Minh City Wings | Saigon Heat            | Hanoi Buffaloes     |
| 2017 | Thang Long Warriors | 3               | 2               | Cantho Catfish         | Saigon Heat            | Hanoi Buffaloes     |
| 2018 | Cantho Catfish      | 3               | 0               | Hanoi Buffaloes        | Saigon Heat            | Thang Long Warriors |
| 2019 | Saigon Heat         | 3               | 2               | Cantho Catfish         | Ho Chi Minh City Wings | Thang Long Warriors |
| 2020 | Saigon Heat         | 3               | 1               | Thang Long Warriors    | Cantho Catfish         | Hanoi Buffaloes     |
| 2021 | Mùa giải bị hủy     | Mùa giải bị hủy | Mùa giải bị hủy | Mùa giải bị hủy        | Mùa giải bị hủy        | Mùa giải bị hủy     |
| 2022 | Saigon Heat         | 3               | 0               | Hanoi Buffaloes        | Ho Chi Minh City Wings | Nha Trang Dolphins  |
| 2023 | Saigon Heat         | 3               | 1               | Nha Trang Dolphins     | Thang Long Warriors    | Hanoi Buffaloes     |
| 2024 | Saigon Heat         | 3               | 0               | Cantho Catfish         | Nha Trang Dolphins     | Hanoi Buffaloes     |

### Vô địch
| Đội                    | Vô địch | Á quân | Tổng cộng | Năm vô địch                  | Năm á quân       |
| ---------------------- | ------- | ------ | --------- | ---------------------------- | ---------------- |
| Saigon Heat            | 5       | 0      | 5         | 2019, 2020, 2022, 2023, 2024 |                  |
| Cantho Catfish         | 1       | 3      | 4         | 2018                         | 2017, 2019, 2024 |
| Thanglong Warriors     | 1       | 1      | 2         | 2017                         | 2020             |
| Danang Dragons         | 1       | 0      | 1         | 2016                         |                  |
| Hanoi Buffaloes        | 0       | 2      | 2         |                              | 2018, 2022       |
| Ho Chi Minh City Wings | 0       | 1      | 1         |                              | 2016             |
| Nha Trang Dolphins     | 0       | 1      | 1         |                              | 2023             |